# Zerline Gabillon

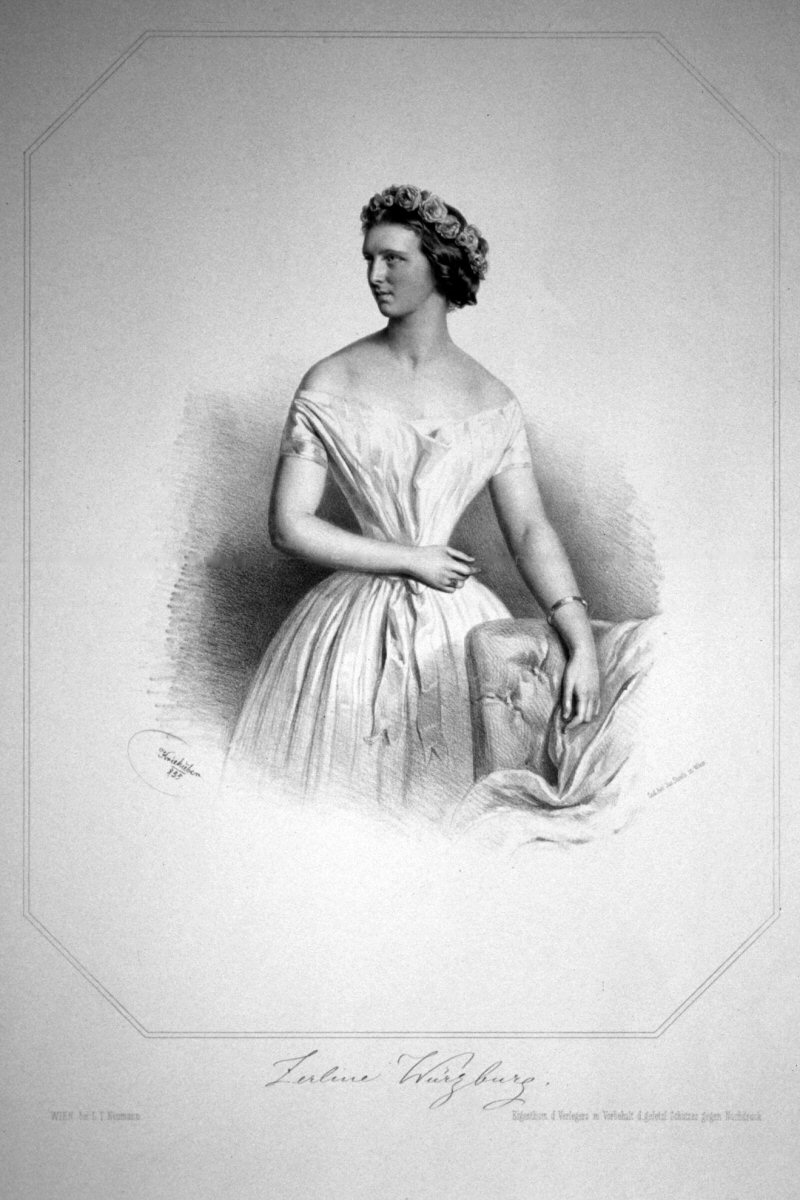
Zerline Gabillon, Lithographie von Josef Kriehuber, 1855

Zerline Gabillon (* 19. August 1834 in Güstrow, Mecklenburg-Schwerin als Zerline Würzburg; † 30. April 1892 in Meran, Österreich-Ungarn) war eine deutsch-österreichische Schauspielerin und Übersetzerin.

## Leben
Gabillon war die Tochter eines jüdischen Tuchhändlers aus dem mecklenburgischen Güstrow. Ihre Eltern hatten ein Geschäft am Güstrower Markt. Sie war seit ihrer Kindheit vom Theater begeistert und trat schon als Schülerin gelegentlich bei Schulfesten auf. Als ihre Eltern sich um einen Arbeitsplatz für sie umsahen, wurde Chéri Maurice, der Intendant des Hamburger Thalia-Theaters auf sie aufmerksam.
Er engagierte sie und so konnte Zerline Gabillon bereits am 14. August 1850 bei Maurice als „Parthenia“ erfolgreich debütieren. Während ihres dreijährigen Vertrags bekam sie auch Schauspielunterricht von der Schauspielerin Adele Peroni. Anschließend wechselte sie an das Hoftheater nach Dresden. Dort lernte sie Heinrich Laube kennen, der sie nach Wien ans Burgtheater engagierte. Dort war sie am 8. Mai 1853 erstmals als „Jungfrau von Orleans“ zu sehen.
In Wien konvertierte sie im Jahre 1856 zur Evangelischen Kirche A.B.; ihre Taufpatin war die Frauenrechtlerin und Frau des Burgtheaterdirektors Iduna Laube. Danach heiratete sie am 27. Juni 1856 ihren – ebenfalls aus Güstrow stammenden – Kollegen Ludwig Gabillon. Das Paar hatte zwei Töchter: Dora (* 1850) und Helene (* 1857). Dora heiratete den Historiker August Fournier, Helene den Literaturwissenschaftler und Schriftsteller Anton Bettelheim. Helene Bettelheim-Gabillon war als Schriftstellerin und Grafikerin tätig. Dorotheas Tochter Christine Olden, ihre Enkelin, war eine bekannte Psycho- und Kinderanalytikerin.
Wie man heute weiß, war das Haus der Gabillons am Opernring gesellschaftlicher Mittelpunkt der Donaumetropole. Zerline faszinierte auch mit ihren extravaganten Kostümen die Wiener Damenwelt. 

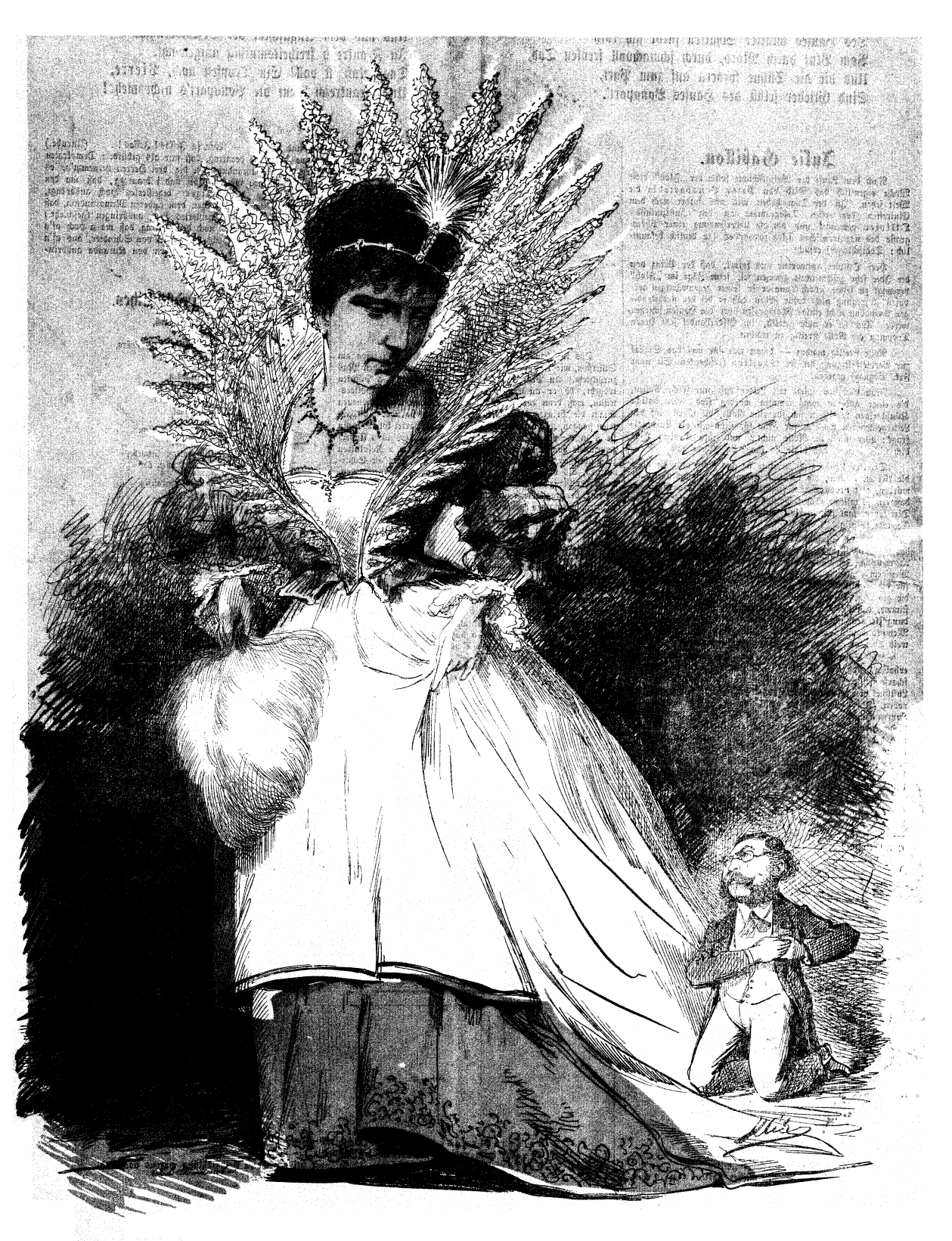
Zerline Gabillon (1870): Frau Gabillon im Costume mit Spitzen-Stehkragen, zu ihren Füßen kniet Mosenthal (Heliogravure von Karel Klíč).

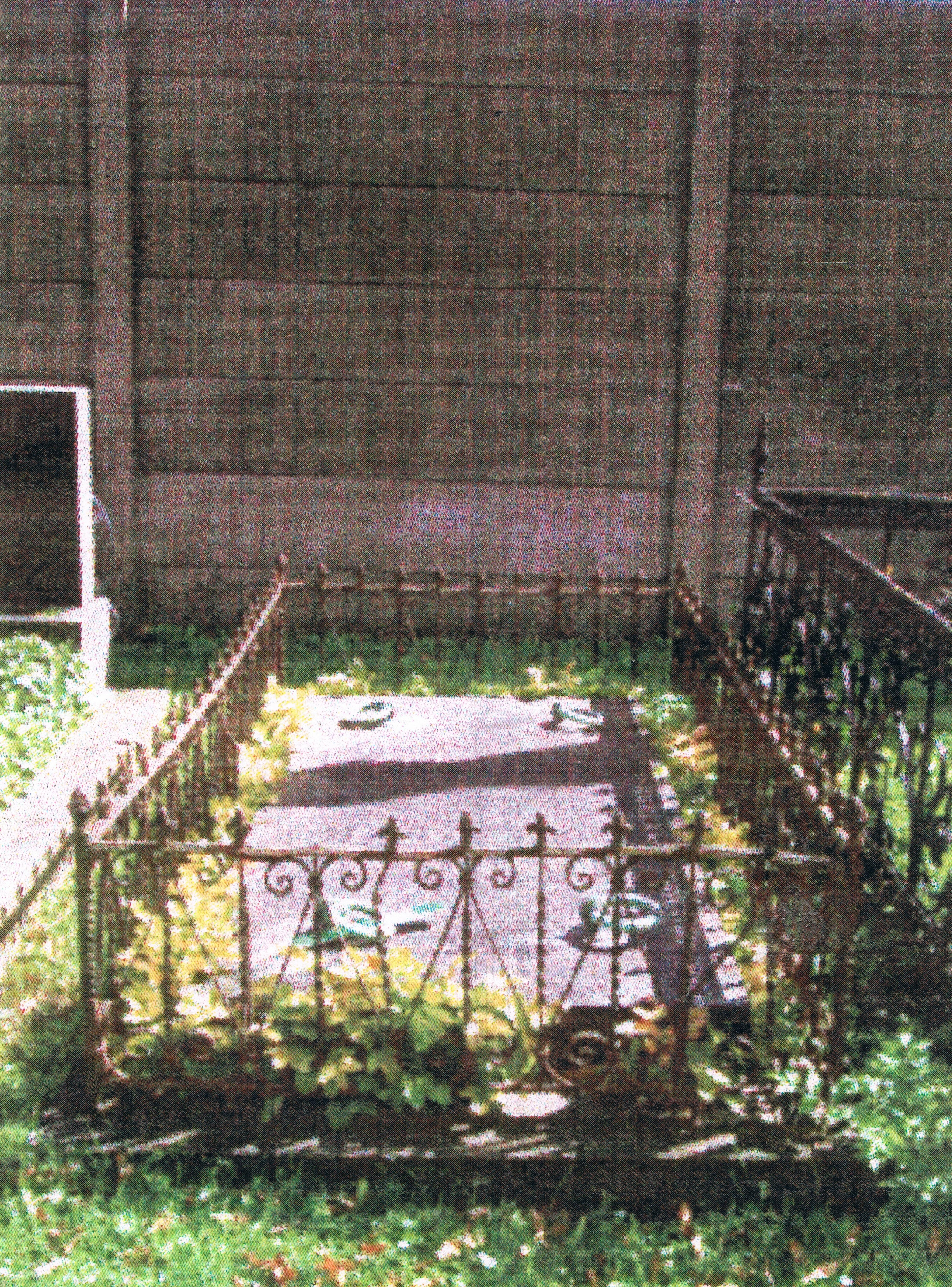
Grabstätte von Zerline Gabillon

Im Winter 1890/91 erkrankte Gabillon. Eine Kur in Meran brachte nicht die erhoffte Genesung. Sie konnte 1891 noch einige Auftritte absolvieren, trat aber krankheitsbedingt 1891 kaum noch auf. Im Stück Der Traum ein Leben von Franz Grillparzer war sie am 10. Dezember 1891 ein letztes Mal auf der Bühne zu sehen. Am 1. März 1892 fuhr sie erneut nach Meran auf Kur und starb dort am 30. April desselben Jahres. Ihre letzte Ruhestätte fand sie am 5. Mai 1892 auf dem Evangelischen Friedhof in  Wien-Matzleinsdorf (Gruft Mitte oben, Nr. 034).
Das Ehepaar Gabillon hielt sich im Sommer oft in Gößl in der Steiermark auf. Oft trafen sie hier das befreundete Ehepaar Mautner, den Industriellen Isidor Mautner und seine Frau Jenny, die als Kunstmäzenin bekannt war. Als ein gesellschaftlicher Mittelpunkt Wiens galt das Haus der Familie am Opernring.

## Ehrungen
- 1920 wurde in Wien-Ottakring (16. Bezirk) die Gabillongasse nach ihr und ihrem Mann Ludwig benannt.
- Ein Gemälde von Ludwig und Zerline Gabillon befinden sich im Wandelgang des Burgtheaters.

## Rollen (Auswahl)
Sie spielte oft weibliche Intrigantinnen und ränkevolle Frauen, wegen ihrer pointierten Rede und ihres roten Haares war sie für diese Rollen prädestiniert. Nach Laube – Intendant des Burgtheaters – hat sie „im modernen Stücke ein Fach scharfer Damen gefunden, welches sie fest ausfüllt“.
- Johanna – Die Jungfrau von Orléans (Friedrich Schiller)
- Luise – Kabale und Liebe (Friedrich Schiller)
- Maria Stuart – Maria Stuart (Friedrich Schiller)
- Eboli – Don Karlos (Friedrich Schiller)
- Klärchen – Egmont (Johann Wolfgang von Goethe)
- Julia – Romeo und Julia (William Shakespeare)

- Judith – Judith (Friedrich Hebbel)

Rollen als 'scharfe Dame'
- Donna Diana – Dionna Diana oder Stolz und Liebe (Joseph Schreyvogel)
- Deborah – Deborah (Salomon Hermann Mosenthal)
- Magd – Die Rosen des Herrn von Malesherbes (August von Kotzebue)
- Gräfin Autreval – Damenkrieg (Eugène Scribe)
- Clothilde – Familie Benoiton (Victorien Sardou)
- Geheimrätin – Der Störenfried (Roderich Benedix)

## Werke
- Alfred de Musset: Eine Laune. Lustspiel in einem Act. Rosner, Wien 1878 (ins Deutsche übersetzt von Zerline Gabillon).